# مارغريت بيكيت
مارغريت ماري بيكيت (بالإنجليزية: Margaret Mary Beckett)‏ هي سياسية بريطانية من حزب العمال ولدت في يوم 15 يناير 1943 في بلدة أشتون أندر لاين في لانكشاير في إنجلترا. أنتخبت كعضوة في البرلمان في سنة 1974. أصبحت زعيمة المعارضة في سنة 1994. وفي سنة 1997 اختارها توني بلير لتكون وزيرة للتجارة والصناعة ومن 2001 إلى 2006 أصبحت وزيرة البيئة والتغذية وثم أصبحت وزيرة الخارجية من 2006 إلى 2007 وثم أصبحت وزيرة الإسكان من سنة 2008 إلى 2009 في حكومة جوردون براون. وفي 2020 أصبحت مديرة المجلس التنفيذي لحزب العمال.